# B×Bハルク
B×Bハルク（ビー×ビー・ハルク、1980年7月15日 - ）は、日本の男性プロレスラー。本名：石原 輝政（いしはら てるまさ）。北海道滝川市生まれ、函館市育ち。高校時代から上京するまでは札幌市で過ごす。DRAGON GATE所属。血液型O型。

## 経歴
早くからプロレスラーを志し、その前段階として陸上自衛隊に在隊してレンジャーの資格を有する。2005年3月5日の横須賀享戦でデビューした。DRAGON GATEでデビューしたレスラーは鷹木信悟に続き2人目。マグナムTOKYOからプロレスの手解きを受け、マグナムがプロデュースするユニットPos.HEARTSに編入される。甘いマスク、陸自出身の経験を生かした軽い身のこなし、入場時のダンスで早くも高い女性人気を獲得している。2006年4月23日ついに同期の鷹木信悟からシングルで初勝利を果たしオープン・ザ・ドリームゲート王座の挑戦権を得る。2006年はPos.HEARTSに所属しながら、新生ブラッドジェネレーションと行動を共にしていた。
新日本プロレスの興行であるLOCK UPにも参戦。日本のジュニアヘビー級の重鎮・獣神サンダー・ライガーは2006年11月19日にタッグパートナーとしてハルクと組み、その試合後に「B×Bハルクは初代タイガーマスクを超えている」と賞賛するなど、ハルクの実力・潜在能力を高く評価した。
CIMA、横須賀享、斎藤了、ドラゴン・キッド、アンソニー・W・森と共に新生ユニット『Typhoon』を立ち上げるも、2007年4月17日の後楽園大会でのなにわ式イルミネーションマッチに勝利し終了後にタイフーンから離脱、鷹木、サイバー・コング、YAMATOと共にNEW HAZARDを結成、新世代のユニットとして行動することとなった。
2007年6月1日から新日本プロレス「BEST OF THE SUPER Jr.」へ参戦。初戦は金本浩二に敗れるも、2戦目の外道戦で初白星を挙げ、内藤哲也戦でも白星を挙げた。
1か月後の7月10日の後楽園大会でCIMAの持つオープン・ザ・ドリームゲートへの挑戦権を懸けたワンナイトトーナメントに出場。1回戦でタイフーンの斎藤了と対戦し熱戦の末勝利し、決勝戦進出を決めた。ところが、斎藤了との試合中に顎を骨折し全治2か月の大怪我をしてしまい、結局決勝戦は棄権となり同時にそれまで保持していたオープン・ザ・トライアングル・ゲートも返上した。
9月14日の後楽園大会でYAMATOと共に10月12日の後楽園大会で復帰することをファンに報告し、それに合わせて9月の海外遠征でYAMATOと共に一足早い復帰を飾った。
2008年2月24日の福井市体育館にて、鷹木、サイバーとともにオープン・ザ・トライアングル・ゲートを奪取。第17代王者となった。ところが同年4月17日、同ユニットのメンバーであるYAMATOがマッスル・アウトローズに加入、YAMATOはマッスル・アウトローズとしてハルク達の持つオープン・ザ・トライアングル・ゲートに挑戦を表明。5月14日に防衛戦が組まれ、その試合前に王者組によるダンスが披露されることとなった。
そして5月14日、王者組は試合前に3人でダンスを披露した。しかしその直後、鷹木、サイバーがハルクを攻撃した。鷹木は、NEW HAZARDとマッスル・アウトローズを統合し、新ユニットREAL HAZARDとして活動することをアピール。オープン・ザ・トライアングル・ゲート新王者となった鷹木達REAL HAZARDのメンバーがハルクを痛めつける中、突如、土井成樹、吉野正人が乱入した。ハルクを助け出し、二人が作った新ユニットWORLD-1に勧誘する。ハルクもこれに同意し、土井、吉野、谷嵜なおき、m.c.KZ.そしてハルクの五人でWORLD-1として活動して行くこととなった。
6月29日の大阪大会にて、オープン・ザ・ドリームゲート挑戦者決定戦として鷹木と対戦。しかし、結果は60分時間切れ引き分けとなった。この試合に感動した当時の王者であり、首の故障により欠場中だったCIMAはリング上で王座の返上を宣言。7月27日の神戸大会にてオープン・ザ・ドリームゲート王座をかけ、再び鷹木と対戦するも激闘の末敗れた。
2008年のKING OF GATEでは2年連続で初戦で斎藤了と対戦した。この年も勝利したが、斎藤が試合中に腕を負傷したためによるレフェリーストップだったため、両者の遺恨を深めることになった。そして2009年1月12日、再び斎藤とシングルで戦う。敗れはしたものの互いの実力を認め合い、斎藤をWORLD-1に勧誘する。1月18日には、斎藤から自らと横須賀享と共に3人で新ユニットを作ろうと逆に勧誘され、動揺する。しかし、2月15日に行われたツインゲート戦で斎藤が享を裏切りREAL HAZARDに加入したため、勧誘の話は白紙になった。（享はその後、Gammaらと新ユニット「WARRIORS-5」を結成したため。）
2010年5月からの鷹木の再三に渡る挑発がきっかけとなり、入場パフォーマンスであるダンスを封印した。そして7月の神戸ワールド記念ホールにてカベジェラ戦が決まった。（しかしDGUSAでは別のようである。）
2010年7月の神戸ワールドで鷹木に敗れ、坊主になった。その後、新崎人生が参戦時にタッグパートナーで1度限りの本名「石原輝政」で同様のお遍路スタイルで登場した。
2011年4月14日の後楽園ホール大会での「オープン・ザ・トライアングルゲート選手権試合～トライアングルゲート・コントラ・解散～」マッチで、王者チームであったBlood WARRIORSのCIMA、ドラゴン・キッド、リコシェ組に敗れ、ハルク自身が所属していたWORLD-1が解散となるが同日に新オープン・ザ・ドリームゲート王者となった望月成晃の「2大ユニット構想」の呼びかけで、吉野らとともに望月と共闘していく事となる。その後、4月24日の博多スターレーン大会において正式合体を表明する。
2011年のKING OF GATEでは対抗する勢力であるBlood WARRIORSの土井（1回戦）・斎藤（2回戦）・CIMA（準決勝）・神田裕之（決勝）を破り、初優勝を果たす。
6月8日、後楽園ホールにて当時ツインゲート統一タッグ王者の斎藤・堀口組とスペシャルタッグマッチを組まれ、因縁の相手である鷹木と組む予定だったがBlood WARRIORSに寝返る。
ハルクとしては初のヒールターンとなった。
その後、ラフ殺法を絡めての攻撃で連勝する。
6月18日、博多スターレーン大会にてドリームゲートを防衛した直後の望月に対してファースト・フラッシュを打ち込んでKO状態に追い込みドリームゲート挑戦をアピールし、同王座への挑戦が決まる。
7月8日の後楽園ホール大会では宿敵・ライバルの鷹木に対してTKO勝ちするも、7月17日の神戸ワールド記念ホール大会で行われた望月とのドリーム戦には25分を超す熱戦の末に敗れた。
8月に行われたSummer Adventure Tag Tournament2011では戸澤陽と組み、4連勝・優勝を果たした。このシリーズでハルクはスペル・シーサーのマスクを剥ぎ、YAMATOの髪の毛を切り、最後には表彰状を破るなど傍若無人に暴れ回った。
2012年12月、福岡国際センター大会にてCIMAの保持するドリームゲート王座に鷹木を交えた3WAYマッチで挑戦するが、王座奪取はならなかった。
2013年3月2日、ウーハー・ネイションとのタッグで望月成晃&ドン・フジイ組の保持するツインゲート王座に挑戦。これに勝利し、第24代王者となる。その後、鷹木&YAMATO組に敗れるまで1度の王座防衛に成功した。
6月、戸澤とのタッグで前回の防衛戦で王座から陥落させられた鷹木&YAMATO組の保持するツインゲート王座に挑戦した。試合終盤、YAMATOが鷹木を裏切ったことにより同王座を獲得し、第26代王者となった。
7月21日、神戸ワールド大会で土井&リコシェ組とツインゲート王座の防衛戦を行うも敗れ、同王座から陥落した。
10月6日、YAMATO、サイバー・コングとのタッグで空位となっていたトライアングルゲート王座の新王者決定戦を吉野&鷹木&戸澤と行い、これに勝利して第44代王者となった。
12月22日、吉野の保持するドリームゲート王座に挑戦したが敗れ、王座奪取に失敗した。
2014年5月5日の敗者代理人髪切り金網マッチでハルクは、同門の土井と共に最後の2人になるまで残ってしまう。それだけではなく仲間（代理人のサイバーにも）裏切られて執拗な妨害を受けるも、最後はファースト・フラッシュを土井の顔面に叩き込み完全にＫＯ。最後の旗を奪取し脱出に成功した。試合後、メンバーのYAMATOと土井にファーストフラッシュを喰らわせて同ユニットを脱退し、1人で戦って行くことを発表した。ハルクはMAD BLANKEY所属と言っているが、6月5日の後楽園ホール大会でノンブレ・コントラ・ノンブレ5 vs 1 スクランブル・イリミネーションマッチで一番目に登場した問題龍に勝つも2戦目のKzyで敗れMAD BLANKEYの名はYAMATO・土井・サイバー・Kzy・問題龍達のものとなった。その後も執拗な攻撃を受けるもハルクの助っ人として各チームから代表で選手が登場し、CIMA率いるドリームチームを結成し緊急決定試合としてCIMA・ススム・T-Hawk・戸澤の4人が緊急合体し、新生MBと対戦した。試合はハルクがKzyに勝利した。
6月22日、Gammaの第二の故郷である和泉凱旋大会のメインイベントで大阪06とのトリオを結成し、サイバー・コングから勝利。試合後にYAMATOの持つドリームゲート挑戦を表明する。
7月3日、後楽園ホール大会で封印していた入場時のダンスをパートナーのB×Bマサ（望月成晃）と見せるが、試合はDr.マッスルの介入などで敗れた。
7月20日、神戸ワールド大会でYAMATOが保持するオープン・ザ・ドリームゲートに挑戦し切り札のフェニックス・スプラッシュを決めて勝利し20代王者となる。またハルクにとっては7度目の挑戦で初戴冠となった。
8月17日、土井から防衛し初防衛に成功。オレたちベテラン軍を離脱した望月とドラゴン・キッドと新ユニットを結成。また、この3人で8月10日に一度トライアングルゲートにも挑戦している。その当時のユニット名はパンタロンズだが、敗れた地点で解散した。
9月9日、後楽園ホール大会にてユニット名をDia.HEARTSと発表し、初戦で初白星を飾った。
2015年6月14日、博多スターレーンで吉野の15th Anniversaryで敗れた。オープン・ザ・ドリームゲート王座を吉野に奪われるが、それまでに7度の防衛に成功した。
7月20日、神戸ワールドでビッグR清水をパートナーに犬猿の仲でもある鷹木とZERO1の田中将斗を相手にスペシャル・タッグマッチを行ったが、最後は鷹木に敗れた。
10月8日、後楽園大会での6人タッグマッチで問題龍に変形水車落としを決めて痛めていた左肩を脱臼し、その左肩をYAMATOと土井にさらに痛めつけられYAMATOに敗れる。
10月17日、神戸サンボーホール大会で負傷箇所の左肩を鷹木とサイバーに攻撃され、最後は望月がタオルを投入し、ハルクのTKO負けとなり以降長期の欠場に入った。
2016年2月4日、ハルクは解散マッチが決まったモンスターエクスプレスとディアハーツ、そしてその解散マッチを行う原因をつくったにもかかわらずその解散マッチに出場しないヴェルセルクがマイクをしている時に久しぶりに登場する。ヴェルセルクが解散マッチに出場しない事に強く反論し、ヴェルセルクを解散マッチに出場させたが、試合はディアハーツが敗れ解散となってしまった。
5月5日、愛知県体育館大会で行われた金網戦の終盤にロープを持参し乱入。ヴェルセルク全員に裏切られ、孤立無援となったYAMATOをハルクもKzy、ヨースケ♡サンタマリアとともに救出、試合後にヴェルセルクを追放されたYAMATOも交え、新ユニットを結成した。
5月8日、大阪大会で約半年ぶりに復帰。
5月28日、札幌大会でユニット名を「TRIBE VANGUARD」と発表。
6月26日、和泉大会でKzy、Xとともに神戸ワールド記念ホール大会でMONSTER EXPRESSの持つトライアングルゲート王座挑戦を表明、Xの正体を7月2日の京都大会で明かすとした。
7月2日、京都大会でフラミータが登場、Xの正体はフラミータと分かった。
7月24日、神戸ワールド記念ホール大会でKzy・フラミータとともにMONSTER EXPRESSの持つトライアングルゲート王座に挑戦するも、王座奪取はならなかった。
9月22日、大田区総合体育館大会でKzy・マリアとともにジミーズの持つトライアングルゲート王座に挑戦するが敗れた。
2017年1月18日、後楽園大会で年明けから不調のハルクに奮起を促すべくYAMATOがドリームゲート戦の挑戦者にハルクを逆指名、ハルクもこれに応じ次回後楽園大会でのドリームゲート戦が決定。
2月2日、後楽園大会でYAMATOの持つドリームゲート王座に挑戦するも敗れる。
5月5日、愛知県体育館で行われた金網戦に出場。
7月24日、神戸ワールド記念ホール大会でKzy、マリアとのトリオでトライアングルゲート挑戦者決定1dayトーナメントに出場するも、1回戦で敗退した。
11月3日、大阪府立体育会館大会でYAMATO、Kzyとのトリオでトライアングルゲート王座を奪取。
2018年6月16日、京都大会でYAMATOとのタッグで清水・Ben-K（ビッグBen）の持つツインゲート王座に挑戦表明。
7月22日、神戸ワールド記念ホール大会でYAMATOとのタッグでビッグBenからツインゲート王座を奪取。
8月7日、後楽園ホール大会で土井・清水を相手にツインゲート王座初防衛戦に臨むも、清水が土井を裏切りったため無効試合に。
9月9日、仙台大会でドン・フジイ・斎藤了を相手にツインゲート王座初防衛。
9月24日、大田区総合体育館大会で望月・シュン・スカイウォーカー相手にツインゲート王座2度目の防衛。
11月4日、吉田隆司・清水を相手にツインゲート王座3度目の防衛。
12月18日、後楽園ホール大会でKAIのメテオ・インパクトを受け首を骨折し長期欠場、ツインゲート王座も返上した。
2019年7月4日、後楽園ホール大会のメインにX=ダークサイド・ハルクとして登場、欠場前と変わらぬ動きを見せた。
7月21日、神戸ワールド記念ホール大会で行われた6人タッグ3wayマッチで本格復帰を果たす。
12月15日、福岡国際センター大会でYAMATOとのタッグでEita・清水からツインゲート王座を奪取。
12月18日、後楽園ホール大火のメインに乱入しTRIBE VANGUARDを裏切りR・E・Dに加入した（本人曰くサプライズ）。その後YAMATOに自身を欠場に追いこんだKAIをユニットに入れたことへの不満とウルティモ・ドラゴンを受け入れた闘龍門への不満をブチ撒けた。さらにYAMATOのツインゲート王座を強奪した。
2020年1月、返上となったツインゲート新王者決定トーナメントにKAZMA SAKAMOTOとのタッグで出場、決勝戦でYAMATO・Ben-Kを破り新王者となる。
2023年1月11日、後楽園ホール大会において、HIGH-ENDとZ-Bratsの敗者解散マッチでZ-Brats勝利後、Z-Bratsを脱退し、GOLD CLASSに加入した。

## タイトル歴
DRAGON GATE
- オープン・ザ・ドリームゲート王座（第20代）
- オープン・ザ・ツインゲート王座 獲得8回
  - 第18代・26代（w / 戸澤陽）
  - 第20代（w / 谷崎なおき）
  - 第24代（w / ウーハー・ネイション）
  - 第43代・47代（w / YAMATO）
  - 第48代（w / KAZMA SAKAMOTO）
  - 第50・60代（w / KAI）
- オープン・ザ・トライアングルゲート王座 獲得10回
  - 第6代（w / CIMA&ジャック・エバンス）
  - 第9代（w / アンソニー・W・森&スペル・シーサー）
  - 第14代・17代（w / 鷹木信悟&サイバー・コング）
  - 第24代（w / 吉野正人&PAC）
  - 第36代（w / 戸澤陽&谷崎なおき）
  - 第44代（w / YAMATO&サイバー・コング）
  - 第61代（w / YAMATO&Kzy）
  - 第84代（w / 箕浦康太&Ben-K）
  - 第91代（w / 横須賀ススム&Kagetora）
- KING OF GATE優勝（2011年）
- Summer Adventure Tag League優勝
  - 2011年（w / 戸澤陽）
  - 2012年（w / 戸澤陽&谷崎なおき）

DRAGON GATE USA
- オープン・ザ・フリーダムゲート王座（初代）

プロレスリング・ノア
- GHCジュニアヘビー級タッグ王座
  - 第8代（w / 鷹木信悟）

プロレス大賞
- 2007年度プロレス大賞 新人賞[4]
- 2014年度プロレス大賞 技能賞

## 得意技
アクロバティックな空中技、関節の柔らかさを生かした様々なバリエーションの蹴り技、自身の師匠であるマグナムTOKYOを感じさせるファイトスタイルが特徴である。

### フィニッシュ・ホールド
ファーストフラッシュ
尻餅状態、膝立ち状態の相手に放つトラースキック。蹴る前に腕を振り回すような独特のムーブを決めるので、肝心の蹴りが避けられる事も多々ある。現在のハルクの主なフィニッシュ技。
フェニックス・スプラッシュ
ドリームゲート戦など数々の大一番でハルクを勝利に導いた最上級の必殺技。
ハルクの繰り出すフェニックス・スプラッシュは、この技の元祖であるハヤブサから直接指導を受けて習得したハヤブサ式フェニックス・スプラッシュと呼ばれるもので、飯伏幸太が得意としている形である「マットに背を向ける形でコーナートップに立ち、その場で180°振り向いてから踏み切って450°前方へ回転してのボディプレス」という形のものではなく、「マットに背を向ける形でコーナートップに立ち、そこから踏み切ると同時に縦450°横180°の縦横同時回転をしてのボディプレス」という非常に難易度の高い形のものであった。それ故に2014年12月28日に福岡国際センターで行われた鷹木信悟とのドリームゲート戦でこの技を繰り出した際に肩を脱臼していまい、結果的にこの負傷がのちの長期欠場の原因となってしまったため現在は封印されている

### 打撃技
エルボー
エルボー・スタンプ
バックエルボー
ドロップキック
各種蹴り技
ローキック、ミドルキック、ハイキック、ローリング・ソバット
かかと落とし
膝立ちになった相手の顔面に左右のローキック➞頭頂部へのかかと落とし➞ファーストフラッシュと畳み掛けるのが必勝ムーブ。
延髄斬り
マウス
走ってきた相手に対してのカウンター式サマーソルトキック。
フライングニールキック
ハルクのそれは片足でのキックではなく、両足を揃えて相手の首筋にぶつける。スワンダイブ式でも使われる。
介錯
相手の頭部を足の甲で蹴飛ばす。元々はK-ness.の技。バズソーキックと同型。

### 投げ技
E.V.O
三沢光晴のエメラルドフロウジョンと似ているが、持ち上げ方がマグナムのエゴイスト・ドライバーと同じ。バンプハンドルスラムの体勢で相手を持ち上げて、エメラルドフロウジョンのように叩きつける。原型はCIMAが数度だけ使用した技であるエゴイストシュバイナー。
E.V.O.P
相手をブレーンバスターの体勢で抱え、エメラルドフロウジョンの形に持ち替えて落とす。変型エメラルド・フロウジョンと同型。
R.E.V.O
相手を後ろ向きにコーナーに座らせ、そこからカナディアンバックブリーカーの形で自身の肩に担ぎ、走り込みながら相手を顔面からマットへ叩きつける。主に大一番で使用する。
E.V.O.S
上記のE.V.O（パンプハンドル）の形で相手を捕え、そこから後方へ反り投げてブリッジして固める変形スープレックス。
F.T.X
相手の右腕をハーフネルソン、左腕を股下でクラッチして担ぎ上げ、前方回転させながらシットダウンして左サイドに叩きつける。
技名はアメリカ遠征中に開発したことから「From TeXas」に由来。フィニッシャーとしても使用。
Hサンダー
本家ハヤブサ直伝。
ボディスラムの体勢で持ち上げて自分の右サイドに頭から垂直に落とす技。フィニッシャーになることもある。
Hエッジ
こちらも本家ハヤブサ直伝。
相手の脇下にもぐりこんで、相手の体を持ち上げ叩きつける変形ロックボトム。
フラッシュバーン
変形キャプチュード。
相手の脇下に首を差し込み、左腕で肩口、右腕で相手の左足をクラッチした状態で、自身は後方へ回転しながら相手を背中からマットに叩きつける。主にファースト・フラッシュへの布石として使う。雪崩式、カウンター式でも放つ。
バーンアウト
E.V.Oの体勢から後方に投げ顔面から落とすスープレックス。
B×Bスマッシュ
マグナムのエレクトスマッシュと同じ入り方をして、空中でクロスしていた手を片方離すことにより相手の体が反転しフェイスバスターの様に顔面から落ちる。デビュー戦で披露され、主に若手時代に使用されていた。
クリオネ
相手に飛びついてのDDT。飛びついた際に両足を高々と振り上げるのが特徴。主に若手時代に使用。
変形水車落とし
走ってきた相手を肩に担ぐようにしながら自身がバク転のような形で後方へ回転し、相手の頭部から背中辺りをマットに叩きつける。この技の直後、ハルク自身は立った状態、相手は尻餅状態になるためそのまま踵落としやファーストフラッシュに繋げるのが定番コンボである。
サウスロード
上記の変形水車落としからそのままジャックナイフ固めに移行する丸め込み技。現在は通常型のジャックナイフ固めもサウスロードと呼称されている。
リバースフランケンシュタイナー
大一番でまれにしようされる。
ライケライ
ブレーンバスター
雪崩式ブレーンバスター

### 飛び技
E.V.スタープレス
トップコーナーに横向きに立って、側転しつつ捻りを加える変形ボディスプラッシュ。鷹木信悟とのオープン・ザ・ドリームゲート王座次期挑戦者決定戦で初披露し、この技で勝利を収めた。現在は全く使用されていない。
ムーンサルトプレス
主に若手時代に使用されていた。非常に滞空時間の長いのが特徴であった。現在では稀にその場飛び式で使用。
トペ・スイシーダ
場外の相手に向かって助走してロープ間をすり抜けて頭から相手にぶつかっていく技。「トペ」はスペイン語で「衝突」、「頭」の意味で訳すと「飛び降り自殺」となる。
トペ・コン・ヒーロー
ハルクの場合はノータッチ式で放つ。大一番でのみ見せる技。
その場飛びヴァルキリー・スプラッシュ
ほぼ毎試合披露されるシグネチャームーブ。主に水面蹴りからのコンボで使用される。ごく稀にセカンドロープから放たれることもある。

## 入場曲
入場の際には曲に合わせてダンスを踊っていたが、現在は封印。ダンスがあった時のダンサーは会場の規模によって2人または4人と異なる。
- B×B STORY 2019（現在使用中）
- DARKSIDE B×B STORY
- B×B STORY 2017
- B×B STORY -DEATH DANCE POISON- （rap by Kzy）
- B×B STORY #011（rap by MAD）
- B×B STORY -1st edition-
- B×B STORY
- B×B STORY 〜original standard mix〜
- B×B STORY 〜Hyper Adist mix〜
- B×B STORY 〜smash-H mix〜 / コダマックス
- B×B STORY 〜DANCE 2 NITE〜 / performed by m.c.KZ. feat. ERINA

m.c.KZ.がラップを務めたバージョン。ダークサイド・ハルクの際には女性の悲鳴や喘ぎ声、男性の笑い声などが追加されたリミックスバージョンが使用された。

## エピソード
- 「抱かれたい格闘家」第2位に選ばれたことがある（1位は魔裟斗）。
- ハルクは酒癖が悪く、酔った勢いで車を破壊し車から飛び降りようとした経験がある。また、非常に暴力的になる。
- リングネームに意味はなく、マグナムTOKYOが「語感がいいから」ということで決まった。
- 鷹木とはカベジェラ戦で髪を失ったことから、「ライバル」と言うよりは「犬猿の仲」の様になり、強制的にタッグを組まされたりする以外はニューハザード以来同じユニットに収まることは無い（望月成晃に無理やり握手させられ望月軍に入った事もあったがすぐ裏切った）
- ヒールターン後に入場時に持ち込んでいたビンの中にはワインが入っていた。
- ヒールターン後、空中殺法を封印したため蹴りを華麗に見せる工夫をしている。そのためバリエーションが豊富である。
- 2024年現在、DRAGON GATE所属選手でプロレス大賞を二度受賞した唯一の選手である。
- スマートスピーカーのアレクサに「好きなプロレスラーは？」と質問するとB×Bハルク選手と答える。

## ダークサイド・ハルク
2008年6月12日の対神田戦において、ハルクはいつもの白いコスチュームではなく、黒いコスチューム・髪はボサボサの非常に恐ろしい姿で登場し、神田をブルーボックスで殴打して流血させたうえ、その傷口に噛み付くなど普段からは考えられないファイトで神田に圧勝した。試合には勝利したが、いつものような拍手は少なく、むしろ観客は恐怖で言葉を失っていた。また、同年11月16日の大阪府立体育会館にも登場し、Gamma大王なる者と戦った。机へのE.V.OでGamma大王を昇天させ、リングアウト勝ちを収めた。以降も2009年5月5日のvs.YAMATO戦などで登場している。なお、ハルクではあるが一応別人と言う事であり「武藤敬司」と「グレート・ムタ」のようなものと考えた方が良い。